# Pont de Vanšu
El Pont de Vanšu (en letó:Vanšu tilts) és una estructura que es localitza a Riga capital de Letònia. Es tracta d'un pont atirantat que creua el riu Daugava, un dels cinc ponts d'aquest riu a la ciutat de Riga, i té 625 metres de longitud. Va ser construït durant el període soviètic i es va obrir a l'ús públic el 1981 amb el nom de pont de Gorky (en letó: Gorkija tiltu) a causa de la proximitat amb el carrer Maxim Gorky.

## Galeria

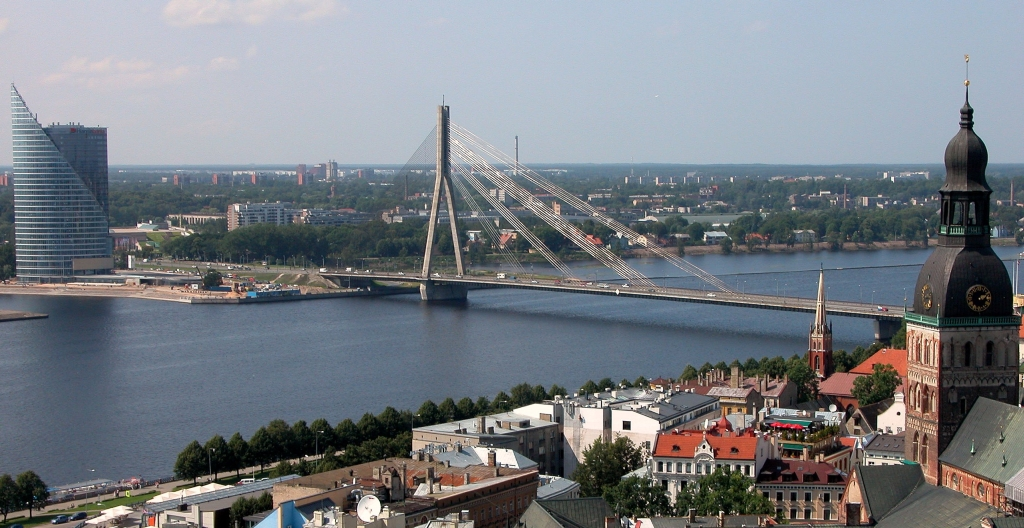
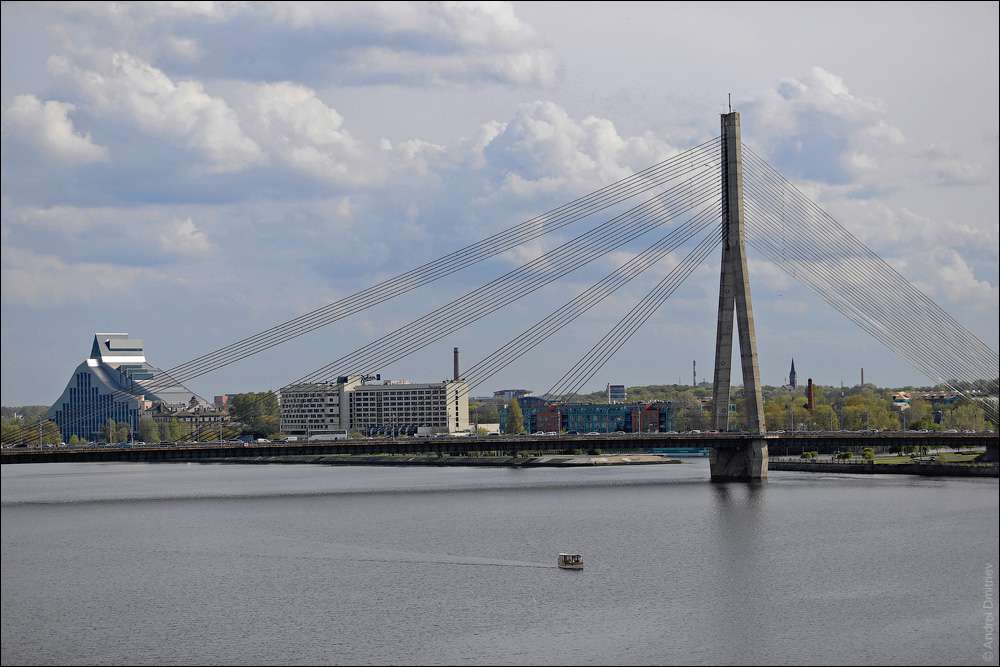

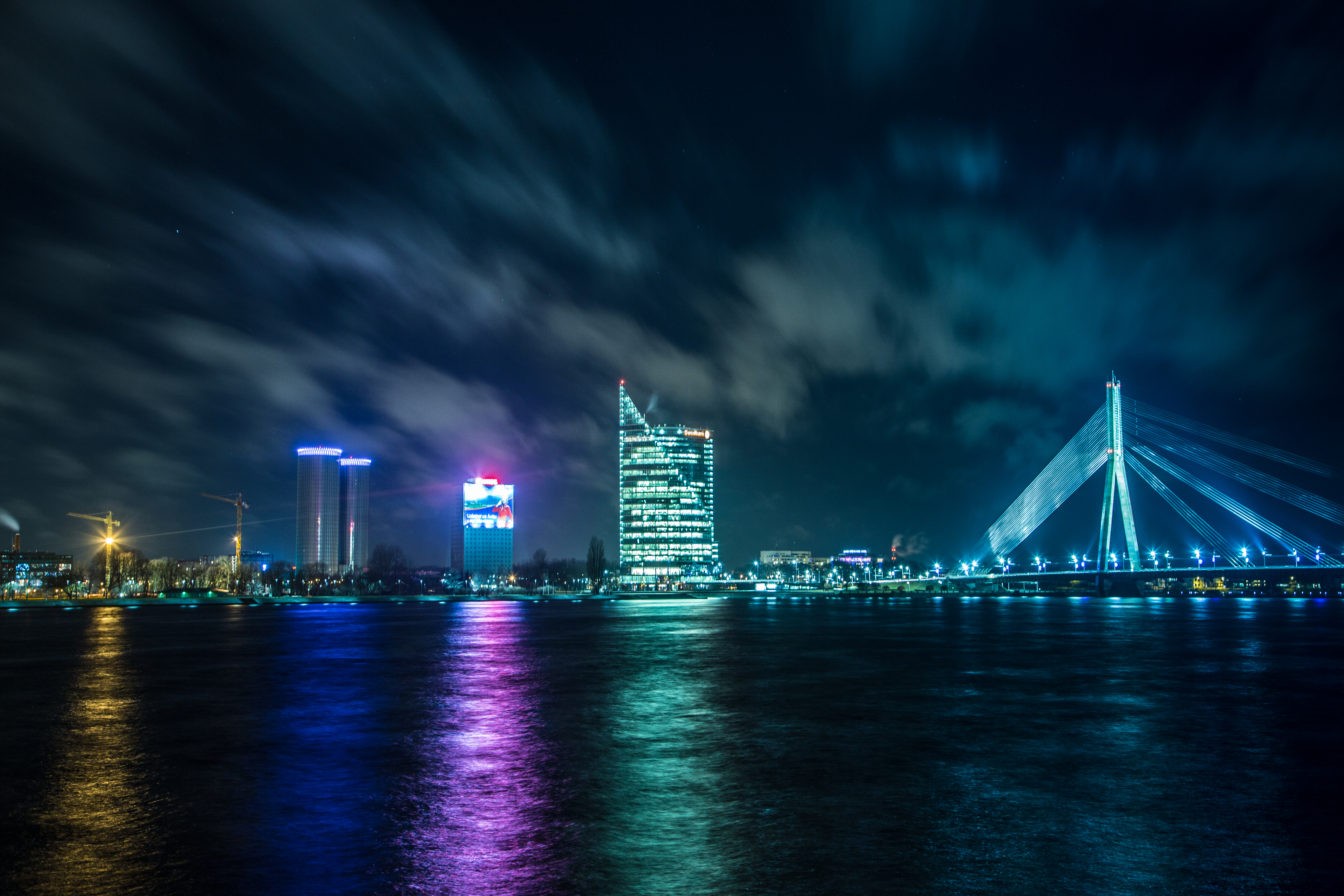
Pont de Vanšu